# Рауль Ройне
Ра́уль Рафае́ль Ро́йне (Raul Rafael Roine; *14 січня 1907, Турку, Велике князівство Фінляндське, Російська імперія, тепер Фінляндія — 12 червня 1960, Гельсінкі, Фінляндія) — фінський письменник і фольклорист, фотограф; особливо відомий своїм зібранням казок, багато з яких проілюстрував відомий фінський художник Рудольф Койву (Rudolf Koivu).

## З життєпису
Батьками Р.  Ройне були фотограф Йохан Еміль Ройне (Johan Emil Roine) та Герда Емілія Сеппе (Gerda Emilia Seppä). Батьки віддали свого первістка на виховання в Халікко в сім'ю сестри по батьку. 
1925 року Рауль Ройне переїхав до Гельсінок, де ввійшов у коло місцевої інтелігенції, зокрема познайомився з митцями Вяйне Аалтоненом і Рудольфом Койву. 
Під час ІІ світової війни він одружився з Ельзою Нусіайнен (Elsa Nousiaisen), але подружжя розпалось уже в 1945 році. 
У 1950 році у Р. Ройне та його нареченої Беріт Гренхольм (Berit Grönholmille) народився син Ян Рафаель. 
Працював помічником у фотомайстерні свого батька, перш ніж стати незалежним письменником.

## З доробку
Ройне почав писати казки під час голоду, заохочений підбадьорливими коментарями письменниці Анні Сван про казку Hyppyrin pyppyrin. Рудольф Койву взявся ілюструвати казки Ройне, найвідомішими з яких вважаються Антті Пуухаара, Пригоди Пеукалойнена та Зелений Дракон.